# Alexis Contin
Alexis Jean-Claude Contin (ur. 19 października 1986 w Saint-Malo) – francuski łyżwiarz szybki, trzykrotny medalista mistrzostw świata oraz zdobywca Pucharu Świata.

## Kariera
Największe sukcesy w karierze Alexis Contin osiągnął w sezonie 2011/2012, kiedy zwyciężył w klasyfikacji końcowej Pucharu Świata w starcie masowym. Wyprzedził wtedy bezpośrednio Holendra Jorrita Bergsmę oraz Jonathana Kucka z USA. W tym samym sezonie był też między innymi piąty w klasyfikacji końcowej 5000/10 000 m. Kilkukrotnie stawał na podium zawodów PŚ, jednak nie odniósł zwycięstwa. Nigdy nie zdobył medalu mistrzostw świata; jego najlepszym wynikiem było czwarte miejsce w biegu na 5000 m wywalczone podczas mistrzostw świata na dystansach w Inzell w 2011 roku. Walkę o medal przegrał tam z Rosjaninem Iwanem Skobriewem. Czwarte miejsce zajął również na dwukrotnie dłuższym dystansie podczas igrzysk olimpijskich w Vancouver. Tym razem w walce o podium lepszy był Bob de Jong z Holandii. Na rozgrywanych cztery lata później igrzyskach w Soczi wystąpił tylko w biegu drużynowym, w którym Francuzi zajęli ósme miejsce. Podczas dystansowych mistrzostw świata w Heerenveen w 2015 roku zajął trzecie miejsce w starcie masowym, przegrywając tylko z Arjanem Stroetingą z Holandii i Wochem Fabio Francolinim. Wynik ten powtórzył na mistrzostwach świata w Kołomnie w 2016 roku, a podczas rozgrywanych rok później mistrzostw świata w Gangneung był drugi.